# Leopoldo Bertrand
Leopoldo Bertrand de la Riera (Gijón, 9 de septiembre de 1943) es un ingeniero naval y político español. Fue diputado por Asturias en la VIII legislatura.
Perteneció a la Junta Local del Partido Popular en Gijón.

## Actividad como diputado
- Vocal de la Comisión de Defensa
- Secretario Segundo de la Comisión de Cooperación Internacional para el Desarrollo
- Vocal de la Comisión no perm. para las políticas integrales de la discapacidad